# 25628 Kummer
25628 Kummer è un asteroide della fascia principale. Scoperto nel 2000, presenta un'orbita caratterizzata da un semiasse maggiore pari a 2,2909093 UA e da un'eccentricità di 0,1620395, inclinata di 0,73460° rispetto all'eclittica.